# Risteárd Cooper
Risteárd Cooper (nacido en febrero de 1969) es un actor, comediante, cantante y escritor irlandés y es parte del trío de comedia Après Match.

## Vida y carrera
Cooper asistió al St Michael's College, Ballsbridge. Ingresó al National Youth Theatre a los 16 años. Al dejar la escuela, Cooper obtuvo una beca de canto en la Facultad de Música de Dublín y se graduó del programa de actuación en el Centro Samuel Beckett del Trinity College. Vivió en Nueva York durante varios años, donde trabajó en el Ensemble Studio Theatre, el Irish Rep y la Steppenwolf Theatre Company de Chicago (fundada, entre otros, por John Malkovich) interpretando a Mickey en el estreno estadounidense de la obra premiada Olivier de Jez Butterworth, Mojo, dirigida por Ian Rickson.
Ha desempeñado papeles principales en los principales teatros de Irlanda, el Reino Unido y Estados Unidos, incluidos Observe the Sons of Ulster Marching Towards the Somme en el Abbey Theatre, Auntie and Me en el Gaiety Theatre, I Keano en el Teatro Olympia y en numerosas producciones en el Gate Theatre como Arcadia, Un marido ideal, See You Next Tuesday, Eccentricities of a Nightingale, Betrayal (Pinter Festival) y The Deep Blue Sea.
Interpretó el papel de Dmitri en la obra de Brian Friel The Yalta Game, dirigida por Patrick Mason para el Gate Theatre en los festivales de Sydney y Edimburgo de 2009. Interpretó a Setanta de Paor en An Crisis, una serie de comedia satírica en irlandés para TG4 por la que fue nominado como Mejor Actor de Comedia en los Premios Monte Carlo 2010.
En 2011, escribió y protagonizó una serie de parodias en YouTube patrocinadas por la agencia de apuestas deportivas Betdaq.
Más tarde ese año interpretó a Henry Higgins en la primera producción del Abbey Theatre de Pygmalion de Shaw y en 2012 interpretó a Joxer Daly con Ciarán Hinds (Boyle) y Sinéad Cusack (Juno) en Juno and the Paycock de O'Casey en el Abbey Theatre, antes de trasladarse al Teatro Nacional de Gran Bretaña.
En 2013 interpretó a Finbar en una producción de The Weir de Conor McPherson en The Donmar Warehouse, que se trasladó al West End en 2014. También estuvo protagonizada por Brian Cox, Dervla Kirwin, Ardal O'Hanlon y Peter McDonald y fue dirigida por Josie Rourke.
En septiembre de 2014 apareció como Sir Henry Coverly en el drama de ITV The Suspicions of Mr Whicher "The Ties That Bind", mientras que en 2015 interpretó a Dermot Nally en Charlie de RTÉ y a Laurie Gaskell en la comedia dramática aclamada por la crítica No Offense para Channel 4.
Desde entonces, Cooper ha aparecido en programas como Delicious con la comediante inglesa Dawn French y “Quiz” dirigida por Stephen Frears.
Realiza su propia serie de sketches de comedia para el programa deportivo Off the Ball en YouTube.

## Apariciones
La siguiente es una lista de apariciones de Risteard Cooper.
- Bird Sanctuary - Abbey Theatre (1995)
- Après Match RTÉ (1998 - presente)
- Cyrano - Gate Theatre (1998)
- The Closer You Get (2000) - Padre Hubert Mallone
- This is Ireland de Arthur Mathews - BBC 2 (2004)
- Chasing the Lions - TV3 (2005)
- I, Keano (2005)
- Batman Begins (2005) - Capitán Simonson
- Chasing The Blues (2007)
- Bittersweet - RTÉ 1 (2008)
- Chase the Lions - RTÉ (2009)
- An Crisis (2010, serie de TV, TG4) - Setanta de Paor
- Pygmalion - Abbey (2011)
- Juno & the Paycock - National Theatre (2012)
- The Weir - West End (2013 & 2014)
- The Suspicions of Mr Whicher - ITV (2014)
- Charlie - RTÉ 1 (2015)
- No Offence - Channel 4 (2015)
- Delicious - Sky 1 (2017) - James Harley
- Extra Ordinary - Movie (2019)
- Quiz - ITV (2020)
- El poder (2023)